# Памятник крепости Святого Духа
Памятник крепости Святого Духа — демонтированный памятник, располагавшийся в Адлерском районе города Сочи, на месте бывшего форта Святого Духа, заложенного 18 (30) июня 1837 года для обеспечения безопасности морских границ Восточного Причерноморья Российской империи.

## История

### Предыстория
После окончания Русско-турецкой войны 1828—1829 годов между Российской и Османской империями был подписан Адрианопольский мирный договор, по которому к России перешло всё восточное побережье Чёрного моря от устья реки Кубань до пристани Святого Николая (Поти), в том числе и район будущего Адлера. Для обеспечения безопасности морских границ Российской империи, организации карантинных и таможенных постов, пресечения контрабанды со стороны Османской империи, русским правительством была организованна Черноморская береговая линия, в которую входила крепость Святого Духа, положившая начало гражданскому поселению, городу и району большого Сочи — Адлеру.

### Проектирование и установка памятника
Памятный знак был установлен в Адлерском районе Сочи, на улице Карла Маркса в конце июня 2020. Инициатива создания памятника принадлежала депутатам городского собрания Сочи, духовенству Свято-Троицкой церкви, участникам военно-исторического общества, сотрудникам Музея истории Адлерского района. После десятилетней подготовительной работы, изучения военно-исторических документов, определения точного месторасположения крепости, по выполненному художником С. Н. Сорокиным проекту был изготовлен памятник. Он представлял собой возвышенность, на которой лежит бронзовая карта форта, к постаменту памятника прикреплена памятная табличка с надписью:

30 июня 1837 года (18 июня по старому стилю) на этом месте было заложено укрепление Святого Духа, которое входило в число крепостей Черноморской береговой линии, построенной Россией для обеспечения безопасности морских границ Восточного Причерноморья— «Кавказский Узел».
В церемонии открытия памятника участвовали представители муниципальной власти, казаки, представители национальных диаспор, ветераны боевых действий. Также мероприятие было анонсировано в средствах массовой информации и на сайте администрации города Сочи.
Рядом с местом установки памятника находится вновь построенный взамен разрушенного в 1946 году православный храм Святого Духа и братская могила русских солдат, погибших в Русско-турецкой войне 1877—1878 годов. Также в соседнем квартале расположен сквер имени русского писателя, декабриста А. А. Бестужева-Марлинского, погибшего здесь в июне 1837 года в стычке с горцами.

### Снос памятника
После сбора более пятидесяти подписей представителей черкесских диаспор России, Турции, Иордании и Израиля сочинской администрацией было принято решение о демонтаже памятника через девять дней после его установки, и 09.07.2020 он был снесён. Демонтаж вызвал общественный резонанс: бурное обсуждение, репортажи в медиа и социальных сетях, запросы и ответы граждан, муниципальной власти, депутатов. Создано несколько петиций как о восстановлении памятника, так и против него.
По состоянию на июнь 2021 года решение о последующей установке не принято. По сообщениям, поступившим от представителей мэрии Сочи, памятник был установлен без согласования с топонимической комиссией, поэтому администрация приняла решение о демонтаже памятника. Возможно, после топонимической привязки памятный знак будет поставлен вновь.
По мнению некоторых юристов, а также заместителя председателя топонимической комиссии города Сочи высказанными в интервью сайта «Кавказский узел»

⟨…⟩ существует не только законная процедура установки любого памятника, но и процедура ликвидации такого монумента, которая осуществляется по решению суда⟨…⟩

⟨…⟩ снос любых памятников без официальных разрешений органов власти является актом вандализма⟨…⟩ — «Кавказский Узел».

## Общественный резонанс
Во многих важнейших точках черноморского побережья форты, крепости и города ранее строились греческими и генуэзскими колонистами. В более поздний период для торговли с горцами укрепления и фактории строили османы. Российские войска во времена русско-турецких войн занимали как уже существующие фортификации, которые были построены, разрушены или укреплены их предшественниками, так и создавали новые. Укрепления Береговой линии, в которую входила крепость Святого Духа, стали основой современного курорта Сочи и крупных населённых пунктов от Анапы до Сухума. Военными объектами были Геленджик, Лазаревское, Новороссийск, Туапсе, Сочи, Гагра, а также Адлер.
Инициаторами сноса памятника стали «55 черкесских активистов» «Международной Черкесской ассоциации по единению черкесского народа», часть из которых являются гражданами Турции, Чехии, США, ЕС. За его снос выступила Общественная палата Абхазии. Черкесы, живущие за рубежом, написали открытое письмо оппозиционеру Алексею Навальному, в котором заявили, что в Краснодарском крае, который является «черкесской землёй», власти возводят незаконные объекты. Памятник в обращении был назван «глумлением над исторической памятью коренных народов Северного Кавказа». После сноса памятника общественники из Турции, Иордании, США и других стран «призвали президента РФ и местные власти приступить к демонтажу памятников, „искажающих историческую действительность и сеющих межнациональную рознь“. „Военными преступниками“ по версии черкесских активистов являются Екатерина II, Александр Суворов и Алексей Ермолов».
Снос памятника в России вызвал общественную дискуссию и многочисленные публикации в российских СМИ. Акцию демонтажа памятника крепости Святого духа в средствах массовой информации назвали «открытой… пропагандой национальной розни», «классическим случаем навязывания меньшинством своей воли подавляющему большинству». «СвободнаяПресса» отметила «статус более равных наций» на Кавказе. Появились петиции о восстановлении памятника. В сочинском отделении Российского военно-исторического общества пообещали, что памятник восстановят «в надлежащем месте, „со всем уважением“ и к русским, и к черкесам».